# Tatort: Der Schrei
Der Schrei ist ein Fernsehfilm aus der Krimireihe Tatort mit dem Ludwigshafener Ermittlerduo Lena Odenthal (Ulrike Folkerts) und Mario Kopper (Andreas Hoppe). Es handelt sich um die 776. Tatort-Folge und eine Produktion des SWR in Zusammenarbeit mit Maran Film. Die Episode wurde am 17. Oktober 2010 im Ersten Deutschen Fernsehen zum ersten Mal ausgestrahlt.
Im Mittelpunkt steht die Klärung der Tötung eines Kindes, das zur falschen Zeit am falschen Ort war. Odenthal gerät dabei in einen inneren Konflikt, da sie aufgrund ihrer Verdächtigung eines Unschuldigen dessen Leben zerstört.

## Handlung
Familie Fichter verbringt ein Wochenende in einem Freizeitpark. Als die Eheleute abends noch etwas essen gehen und anschließend zurück ins Hotelzimmer kommen, ist ihre siebenjährige Tochter nicht da. Die Suche auf dem Freizeitgelände bringt die Gewissheit: Sandra ist tot. Vermutlich wurde sie erstickt und dann im Wasser der Wildbachanlage abgelegt. Da ihr Höschen fehlt, ist auch ein Missbrauch nicht auszuschließen.
Als ersten Verdächtigen befragen Odenthal und Kopper Tom Heye, der an diesem Wochenende ebenfalls den Vergnügungspark besucht hat und wegen Kindermissbrauchs vorbestraft ist. Die Vorstellung, wieder ins Visier der Polizei zu geraten, lässt den, an sich geläuterten, Kriminellen nervös werden. Da er sich vor Aufregung bei seiner Aussage zu seinem Alibi in Widersprüche verstrickt, wird Heye auf dem Präsidium verhört. Er möchte ungern zugeben, dass er die Gegenwart von Kindern mag. Daher war er auch allein in dem Vergnügungspark. So wird bei ihm eine Hausdurchsuchung durchgeführt, die seine immer noch vorhandene pädophile Neigung deutlich werden lässt. Angeblich lebt er sie nur in seiner Phantasie aus, ohne dabei jemandem zu schaden. Doch Odenthal bleibt nichts anderes übrig, als Toms Freundin davon in Kenntnis zu setzen, die daraufhin die Beziehung zu ihm abbricht, was Odenthal wiederum leid tut, denn offensichtlich ist Tom unschuldig, und sie versucht die Beziehung der beiden zu retten, weil sie nicht schuld sein möchte, sein Leben zerstört zu haben.
Aufgrund einer Zeugenaussage rückt nun die Mutter in den Focus der Ermittler. Ihr Verhalten ist zudem merkwürdig. Kopper schließt nicht aus, dass sie selbst ihr Kind erstickt und dann zum Wildbach getragen hat. Kriminaltechniker Becker findet außerdem Blutspuren von Sandra an Ruth Fichters Kleidung. Sie gibt an, dass Sandra einen Wackelzahn hatte, der öfter beim Zähneputzen geblutet habe. Die Situation überfordert sie zunehmend. Eine Psychologin hält es nicht für ausgeschlossen, dass sie ihr Kind getötet hat und das Ganze nun verdrängt. Auch mit ihrem Mann streitet sie sich immer öfter und meint das Lachen ihrer Tochter zu hören, manchmal auch ihren Schrei in der Nacht.
Der Anwalt Werner Rahn wird befragt, der ebenfalls Besucher im Freizeitpark war und spät abends von den Überwachungskameras registriert worden ist. Als Kopper ihn aufsucht, ist er gerade dabei zu heiraten. Er gibt an, letzte Nacht allein einen Spaziergang gemacht zu haben, aber ein Kind habe er nicht gesehen. Für Kopper ist er verdächtig, da er es sehr seltsam findet, wenn ein Mann einen Tag vor seiner Hochzeit die Nacht allein in einem Vergnügungspark verbringt. Er observiert ihn am nächsten Tag und beobachtet einen Streit mit Jarek Tasev, den Kopper auf Rahns Hochzeit gesehen hatte, wie er mit der Braut tanzte. Wie er erfährt, ist Rahn extrem eifersüchtig auf Tasev, da dieser schon seit Kindertagen mit seiner Frau Mirjam zusammen war und dachte, dass er sie mal heiraten würde – und nun hat sie einen Deutschen geheiratet.
Kopper sieht die Gästeliste des Hotels noch einmal durch und stellt fest, dass auch Jarek Tasev an dem Wochenende in dem Freizeitpark anwesend gewesen ist. Daraufhin wird er vorgeladen und auch Rahn noch einmal verhört. Nach eindringlicher Befragung räumt Rahn am Ende ein, dass da doch ein Mädchen gewesen sei. Tasev hätte ihm im Park aufgelauert und erklärt, dass Mirjam seine Frau sei und er sie nicht freigeben werde. Plötzlich hätte Tasev ein Messer gezogen und habe auf ihn losgehen wollen. Als dann mitten in der Nacht das Mädchen dagestanden und geschrien habe, als sie Tasev mit dem Messer gesehen habe, sei dieser mit dem Messer auf das Kind losgegangen. Sie habe immer weiter geschrien und nicht aufgehört. Damit das Schreien endlich ein Ende habe, habe er ihr den Mund zugehalten. Und dann habe sie sich nicht mehr bewegt.

## Hintergrund
Der Film wurde vom Südwestrundfunk in Zusammenarbeit mit Maran Film unter dem Arbeitstitel Schlaflos produziert und in Ludwigshafen, Baden-Baden, Karlsruhe und im Erlebnispark Tripsdrill gedreht.

## Rezeption

### Einschaltquoten
Die Erstausstrahlung von Der Schrei am 17. Oktober 2010 wurde in Deutschland von insgesamt 8,48 Millionen Zuschauern gesehen und erreichte einen Marktanteil von 22,9 Prozent für Das Erste.

### Kritik
Rainer Tittelbach von tittelbach.tv schreibt: „‚Der Schrei‘ [ist] ein Krimi, der vor allem Fragen aufwirft, der alles ein bisschen ‚strange‘ macht, damit er sich mit drei bis vier Verdächtigen über die 90 Minuten retten kann, ohne dass Langeweile aufkommt. In diesem ‚Tatort‘ hat man es mehr oder weniger nur mit Nebelkerzen und mit Emotionssignalen für den Zuschauer zu tun […] als mit echten menschlichen Dramen, an denen sich Anteil nehmen ließe. Das macht ihn nicht automatisch zu einem schlechten Film, aber es macht ihn zu einem ‚Blender‘. Spätestens die Auflösung des Falls macht es deutlich. Viel Gewese […] um recht wenig. Dann hat man es ja auch schon fast geschafft – und sich doch auch ganz gut bei diesem recht ansprechend inszenierten ‚Tatort‘ unterhalten.“
Swantje Dake bei Stern.de kritisiert: „Die Bildsprache des ‚Tatorts‘ wirkt hilflos. Nebelschwaden im Freizeitpark und ein blässliches Bild, aus dem die bunten Ballons herausstechen, sollen dem ‚Tatorts‘ vermeintlich Mystik einhauchen. […] Diese Inszenierungen wirken ebenso bemüht wie die nebensächlichen Handlungen, die die ‚Tatort‘-Folge zusätzlich mit Klischees beladen.“
Die Kritiker bei Bild.de urteilen recht nüchtern: „Achterbahn, Riesenrad und ein totes Mädchen an der Wildwasserbahn: Mehr als acht Millionen Zuschauer sahen am Sonntag Tatort-Kommissarin Lena Odenthal (Ulrike Folkerts) dabei zu, wie sie in einem Vergnügungspark ermittelte. Die Atmosphäre extrem düster, die Bilder verstörend.“
Barnabas Szöcs bei Merkur-online.de urteilt anerkennend: „Die Leistung von Autor und Regisseur, das sensible Thema subtil aufzuarbeiten, ist beeindruckend.“
Bei Moviesection.de vergibt Thomas Ays alle fünf möglichen Sterne und findet, dass die gesamte Schauspielerriege eine gute Leistung geboten habe. In diesem Tatort „toben sich sämtliche Beteiligte gnadenlos aus: Regisseur Gregor Schnitzler nutzte das tolle Skript dazu, eine teilweise sehr atmosphärische Inszenierung an den Tag zu legen, die von Gruselszenen bis spannungsgeladenen Sequenzen alles zeigt. Drehbuchautor Harald Göckeritz wiederum hat die Chance genutzt, die sich ihm bot, um gleich mehrere Aspekte der Geschichte grandios zu nutzen, […] sodass der Zuschauer gezwungen ist, immer wieder zwischen ihnen zu wechseln. […] ‚Der Schrei‘  ist ein eindrucksvoller, beeindruckender und stimmiger  ‚Tatort‘ geworden, der sich gleich von mehreren Gesichtspunkten aus mehr als nur sehen lassen kann.“
Die Kritiker der Fernsehzeitschrift TV Spielfilm schreiben über diesen Tatort: „Etwas überfrachtet, aber elegant in Szene gesetzt. Fazit: Ein getragener Krimi mit guten Akteuren.“